# Херсонский округ
Херсонский округ (укр. Херсонська округа) — единица административного деления Украинской ССР, существовавшая с апреля 1923 по июль 1930 года. Административный центр — город Херсон.
Образован в 1923 году в составе Одесской губернии.
В июне 1925 года губернии на Украине были упразднены и округ перешёл в прямое подчинение Украинской ССР.
По данным на 1 января 1926 года округ делился на 12 районов: Березнеговатский, Береславский, Больше-Александровский, Голо-Пристанский, Западно-Каирский, Каховский, Качкаровский, Алёшковский, Скадовский, Снегиревский, Херсонский и Чаплинский. В марте 1927 года был создан Больше-Сейдеменухский (с августа 1927 года — Калининдорфский) еврейский национальный район.
Округ упразднён в сентябре 1930, как и большинство округов СССР. Районы переданы в прямое подчинение Украинской ССР.
По данным переписи 1926 года численность населения составляла 565,5 тыс. чел. В том числе украинцы — 77,6 %; русские — 11,4 %; евреи — 6,3 %; немцы — 3,0 %.